# Ludwig II (manga)
Ludwig II (ルートヴィヒⅡ世?, Rūtovihi II Sei) è un fumetto giapponese scritto e illustrato da You Higuri. Pubblicato da Kadokawa Shoten in tre volumi, racconta in maniera romanzesca la storia d'amore tra il re di Baviera Ludwig II e il suo stalliere capo, Richard Hornig.

## Volume uno
Il primo volume inizia nel 1866, quando il giovane stalliere Richard Hornig diventa attendente del re. Per la sua posizione vorrebbe approfittarsene il fratello gemello Fritz, che incita il fratello a rubare la chiave della stanza del tesoro reale. Richard, controvoglia, cerca di rubare la chiave ma il re Ludwig, che intanto non ha intenzione di fronteggiare la guerra delle Sette Settimane, stando a Hohenschwangau insieme al suo amico e amante Paul von Taxis, lo scopre e lo punisce con la violenza carnale. Il re però gli chiede scusa, che Richard accetta, e i due si dichiarano. Intanto Paul, perché si è fidanzato, viene licenziato, e Firtz che non è riuscito ad avere la chiave da parte di Hornig, cattura il fratello, prende il suo posto al castello e prende anche Ludwig come ostaggio e lo incita a portarlo nella camera del tesoro: altri non è che la cappella Wittelsbach. Fritz rimane deluso, e Ludwig lo richiude nella cappella. Libera Hornig, affidandogli la chiave della cappella, e dandogli il permesso di liberare il fratello. Ludwig, nel 1867, si fidanza con Sofia, sorella di sua cugina Sissi, ma appena la fidanzata, che durante un ballo è lasciata sola, va a trovare Ludwig, lo trova intento a baciare Hornig. Ludwig, a questo punto, dice a Sofia che la ama come una sorella e il fidanzamento è annullato. Sofia dà la colpa a Hornig, il quale chiede al principe d'Alanços di fargli del male, ma Sofia lo ferma e chiede scusa allo stalliere e a Ludwig.
Intanto Ludwig lavora al progetto di Neuschwanstein e viene visitato da sua cugina Sissi. Organizza un ballo, dove l'imperatrice è tenuta d'occhio da un ragazzo che tenta di pugnalarla. Ma è Hornig che si para davanti alla donna, venendo ferito all'occhio. Il giovane fugge ma invano viene seguito da Ludwig. Il giovane, quella sera, va negli appartamenti di Sissi: lei lo conosce, è un suo amante, e insieme decidono di scappare. Ma Ludwig entra nella stanza, sfida il ragazzo a duello ma viene ucciso dai soldati di Ludwig.

## Volume due
Il secondo volume inizia con Ludwig che incontra Lohengrin, il suo eroe preferito. Intanto il conte Von Holstein complotta con il principe Luitpold, zio di Ludwig, per fare in modo che sia questi a diventare re. I due vengono ascoltati da Hornig, il quale non menziona nulla al re. Holstein e Ludwig intanto devono fronteggiare la guerra franco-prussiana. Hornig, una notte, mentre porta il cavallo di Ludwig nella stalla, viene catturato, violentato e quasi strangolato da due uomini, mandati proprio da Holstein. Il giovane viene salvato da Ludwig, che riesce a catturare uno dei due uomini ma non riesce a dire chi ha dato l'incarico di uccidere Hornig. Lo stalliere perde la chiave donata da Ludwig, ma è Holstein a restituirla prima al re stesso, il quale la restituisce a Hornig. I rapporti tra lo stalliere e il re si raffreddano, e Ludwig continua a vedere il fantasma di Lohengrin, il quale confida di essere l'attore Albert Niemann. Nel 1870 Ludwig è costretto proprio da Holstein di firmare la Kaiserbrief, e perciò Ludwig è costretto ad ospitare a Monaco il cugino "Fritz", ed erede imperiale del II Reich. Un pomeriggio Ludwig tenta di uccidere il cugino, ma viene fermato di Hornig, il quale vuole fare ciò al posto suo. Hostein però spera un colpo in aria per fermare l'agguato, salvando il principe. Hornig, sorpreso, nota che la pistola è vuota, si riappacifica col re, il quale dando l'ordine di prendere l'arma di dilegua.
Il re ha un nuovo amante, Barone Varicourt, e al castello c'è una nuova cameriera, Maria. Varicourt è geloso di Hornig quindi droga il cavallo preferito del re. Hornig però cerca di domare il cavallo, che lo trascina in lungo e in largo, seguito dal re. Il ragazzo viene curato da Maria, e Lohengrin consegna la chiave a Ludwig, che Hornig aveva perso di nuovo.

## Volume tre
Inizi anni '80. Ludwig è a teatro, e il protagonista della rappresentazione è il giovane Joseph Kainz. Il re invita il giovane attore Joseph Kainz a Linderhof, e lì gli propone di fare un viaggio in Svizzera. Intanto Hornig fa amicizia con il giovane Rudolf, il figlio di Sissi, il quale proprio perché ha salvato sua madre lo rispetta. Ludwig invita Rudolf a teatro, dove Hornig fa da comparsa. Rudolf è convinto che lo stalliere stia preparando un agguato contro il re, ma a teatro non è Hornig che cerca di uccidere il re ma un altro uomo. Hornig, anzi, salva Ludwig. A fine spettacolo, Ludwig e Kainz partono per la Svizzera.
1883: Wagner muore e a consolarlo arriva Hornig, al quale per la prima volta, Ludwig si dichiara, e sinceramente gli dice che lo ama.
1886: Ludwig improvvisamente licenzia Hornig, il quale posto verrà preso da Karl Hesselschwert, ma per premiarlo dei molti anni di servizio gli dà una villa a Feldafing. Intanto i ministri notano che Ludwig per costruire i suoi castelli ha incontrando molti debiti; chiamano il dottor Gudden per studiare lo stato mentale del re, che viene dichiarato pazzo. Ludwig viene arrestato a Neuschwanstein; Hornig sapendo del pericolo si precipita al castello per salvarlo, ma arriva in ritardo. Il re è portato a Berg. Hornig viene chiamato da Sissi, che con l'aiuto di Maria e di altri, si cerca di salvare il re. Siamo il 13 giugno: Ludwig prova a scappare, Hornig, da una barca, si tuffa per raggiungere il re. I due si abbracciano, e Ludwig dice a Hornig che lui sarà sempre vicino all'amato. All'improvviso appare il fantasma di Lohengrin che farà annegare Gudden e Ludwig. Hornig si salva e sarà lui che racconta a Sissi come è morto veramente Ludwig.